# Hazaaron Khwaishein Aisi

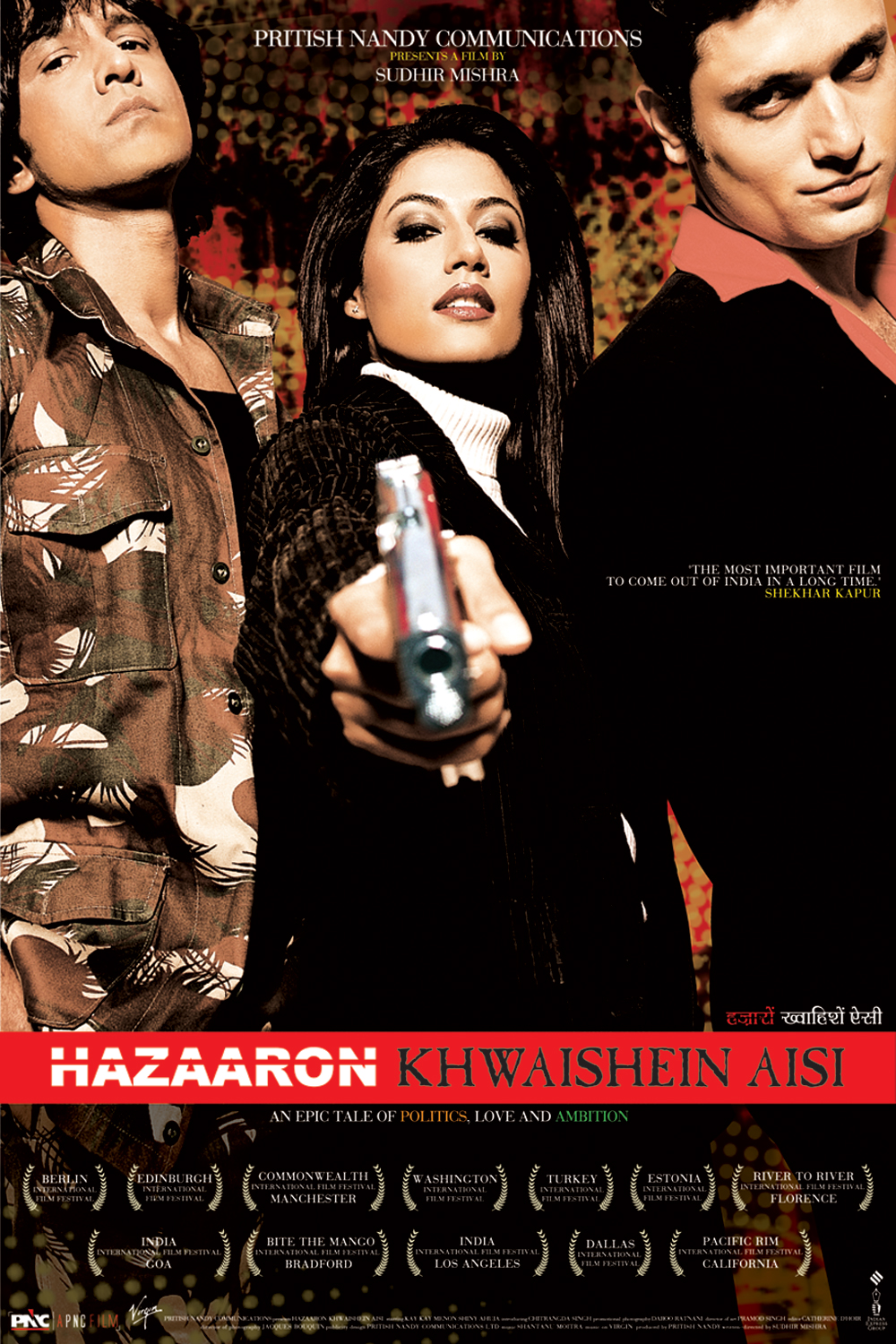

Hazaaron Khwaishein Aisi è un film del 2003 diretto da Sudhir Mishra.